# Hương Đô
Hương Đô là một xã thuộc huyện Hương Khê, tỉnh Hà Tĩnh, Việt Nam.

## Địa lý
Xã Hương Đô có diện tích 21,4 km², dân số năm 1999 là 4.211 người, mật độ dân số đạt 197 người/km².

## Lịch sử
Ngày 17 tháng 7 năm 2019, HĐND tỉnh Hà Tĩnh ban hành Nghị quyết số 157/NQ-HĐND về việc sáp nhập Thôn 2 vào Thôn 1 và Thôn 3.